# Kazvín
Provincie Kazvín persky استان قزوین‎ je jednou ze 31 íránských provincií. Nachází se na severozápadě země a jejím hlavním městem je Kazvín. Provincie má rozlohu 15 567 km² a v roce 2006 zde žilo 1 143 200 obyvatel.